# Holomelina loti
Holomelina loti är en fjärilsart som beskrevs av Beutelspacher 1991. Holomelina loti ingår i släktet Holomelina och familjen björnspinnare. Inga underarter finns listade i Catalogue of Life.